# 16-я гвардейская стрелковая дивизия
16-я гвардейская стрелковая Карачевская ордена Ленина Краснознамённая ордена Суворова дивизия — воинская часть Вооружённых Сил СССР в Великой Отечественной войне.

## История дивизии
16-я гвардейская стрелковая Карачевская ордена Ленина Краснознамённая ордена Суворова дивизия была сформирована 6 июля 1941 года в подмосковном Загорске как 249-я стрелковая дивизия. Её бойцы приняли боевое крещение в Московской битве, проявили мужество в боях за города Велиж, Ржев и Карачев. Во время штурма Кенигсберга дивизия первой форсировала реку Прегель и отрезала противнику пути отхода. Дивизия «воспитала» 15 Героев Советского Союза. В честь её солдат и офицеров десять раз звучали московские салюты.
Сформирована путём преобразования 249-й стрелковой дивизии 16 февраля 1942 года за отличия, проявленные в ходе боевых действий на Калининском фронте. 16 марта 1942 года 249-я стрелковая дивизия была награждена орденом Ленина за освобождение Пено, Андреаполя, Торопца и рейд к Витебску 9 января 1942 — 5 февраля 1942. Но из-за преобразования за месяц до этого в гвардейскую, орден Ленина получает уже как 16-я гвардейская стрелковая дивизия.
30 июля начинается Первая Ржевско-Сычевская операция и дивизия в июле-августе 1942 участвует в кровопролитных боях за взятие д. Полунино (укреплённый узел Полунино — Тимофеево — Галахово, высота 200 «Огурец») в 4-6 км севернее г. Ржева, теряя большую часть состава.
По состоянию на сентябрь 1942 года дивизия в составе 30-й армии Западного фронта. До февраля 1943 года дивизия в составе армии вела тяжёлые наступательные бои в районе города Ржев (Калининская область).
В марте 1943 года дивизия участвовала в Ржевско-Вяземской наступательной операции, в ходе которой заблаговременно подготовленная оборона противника была прорвана. В числе первых дивизия форсировала реку Волга и овладела городом Ржев.
В августе 1943 года за успешное, совместно с другими соединениями и частями Брянского фронта, овладение в ходе Орловской наступательной операции городом Карачев (15 августа) была удостоена почётного воинского наименования «Карачевская». В этот период дивизией командовал будущий прославленный советский полководец генерал-майор Пётр Григорьевич Шафранов.
С лета 1943 года — в составе 36-го гвардейского стрелкового корпуса 11-й гвардейской армии Брянского, 1-го Прибалтийского и 3-го Белорусского фронтов.
Отличилась при овладении городами Инстербург (22 января 1945) и Кёнигсберг (9 апреля 1945). Боевой путь закончила после завершения Земландской операции.
После войны вошла в состав 11-й гвардейской армии Прибалтийского военного округа. Штаб дивизии находился в городе Черняховск. Директивой от 25 июня 1957 года дивизия переформирована в 16-ю гвардейскую мотострелковую дивизию.
Расформирована 1 сентября 1960 года.

## Полное название
16-я гвардейская стрелковая Карачевская ордена Ленина Краснознамённая орденов Суворова и Кутузова дивизия

## Подчинение
- Калининский фронт, 4-я ударная армия — на 01.04.1942
- Калининский фронт, 58-я армия — на 01.07.1942
- Западный фронт, 30-я армия — на 01.10.1942
- Западный фронт, 33-я армия — на 01.04.1943
- Западный фронт, 1-я гвардейская армия, 16-й гвардейский стрелковый корпус — на 01.07.1943
- Брянский фронт, 11-я гвардейская армия, 16-й гвардейский стрелковый корпус — с августа 1943 года
- 1-й Прибалтийский фронт, 11-я гвардейская армия, 36-й гвардейский стрелковый корпус — на 01.01.1944
- 3-й Белорусский фронт, 11-я гвардейская армия, 36-й гвардейский стрелковый корпус — на 01.07.1944
- 3-й Белорусский фронт, Земландская группа войск, 11-я гвардейская армия, 36-й гвардейский стрелковый корпус — на 01.04.1945

## Состав
- 43-й гвардейский стрелковый полк
- 46-й гвардейский стрелковый полк
- 49-й гвардейский стрелковый полк (подполковник Ф. Х. Полевой, июнь 1942 — август 1943)
- 44-й гвардейский артиллерийский полк
- 21-й отдельный гвардейский истребительно-противотанковый артиллерийский дивизион
- 20-я отдельная гвардейская разведывательная рота
- 23-й отдельный гвардейский сапёрный батальон
- 26-й отдельный гвардейский батальон связи
- 18-й отдельный гвардейский медико-санитарный батальон
- 382-я отдельная автотранспортная рота
- 509-я отдельная гвардейская рота химической защиты
- и др.части

Перечень № 5 Стрелковых, горнострелковых, мотострелковых и моторизованных дивизий, входивших в состав действующей армии в годы Великой Отечественной войны 1941—1945 гг. / А. П. Покровский. — М.: Министерство обороны, 1956. — 218 с.
В состав дивизии периодически включались:
- 10-й отдельный зенитно-артиллерийский дивизион
- 28-й миномётный дивизион

## Командование
Командиры:
- Тарасов, Герман Фёдорович (02.07.1941 — 12.04.1942), полковник, генерал-майор
- Князьков, Сергей Алексеевич (13.04.1942 — 15.08.1942), гвардии полковник
- Шафранов, Пётр Григорьевич (16.08.1942 — 01.09.1943), гвардии полковник, генерал-майор
- Рыжиков, Ефим Васильевич (02.09.1943 — 27.04.1944, 22.05.1944 — 20.08.1944, 04.09.1944 — 16.10.1944), гвардии генерал-майор
- Килосанидзе, Василий Васильевич (28.04.1944 — 21.05.1944), гвардии полковник[1]
- Васильев, Георгий Андрианович (21.08.1944 — 03.09.1944), гвардии генерал-майор
- Пронин, Михаил Андреевич (17.10.1944 — 22.04.1945), гвардии генерал-майор
- Исаков, Георгий Петрович (с 23.04.1945 — ??.05.1946), гвардии генерал-майор[2]
- Щербина, Иван Кузьмич (июль-сентябрь 1946), гвардии генерал-майор
- Рыжиков, Ефим Васильевич (20.07.1946 — 15.06.1948), гвардии генерал-майор
- Андрющенко, Михаил Фёдорович (15.06.1948 — ??.05.1951), гвардии генерал-майор
- Щур, Андрей Константинович (??.05.1951 — 20.10.1953), гвардии полковник, генерал-майор
- Влох, Степан Григорьевич (20.10.1953 — 07.05.1957), гвардии полковник, генерал-майор
- Клюев, Анатолий Николаевич (07.05.1957 — 19.05.1959), гвардии полковник
- Баско, Константин Фёдорович (19.05.1959 — 30.07.1960)

Заместители командира
- Попов, Константин Степанович (??.07.1943 — 08.10.1943), гвардии полковник
- Брансбург, Лев Шнеерович (05.1951 — 09.1952), гвардии полковник

Начальники штаба:
- Леднёв, Иван Иванович, гвардии полковник (?- январь 1944 года- ?)
- Скрынник, Афанасий Павлович, гвардии полковник, (? — октябрь 1944 года — ?)
- Сергеев, Павел Сергеевич, гвардии полковник, (? — апрель 1945 года — ?)

## Награды
| Награда                             | Кем награждена и дата награждения                                | За что награждена |
| ----------------------------------- | ---------------------------------------------------------------- | --- |
| Почётное звание Гвардейская         | Приказ НКО СССР от 16 февраля 1942 года                          | За проявленную отвагу в боях за отечество, с немецкими захватчиками, за стойкость, мужество, дисциплину и организацию, за героизм личного состава.                                                                                                 |
| Орден Ленина                        | Указ Президиума ВС СССР от 16 марта 1942 года                    | Орден получен по наследству от 249-й стрелковой дивизии (2-го формирования) |
| Почётное наименование «Карачевская» | Приказ Верховного Главнокомандующего № 3 от 15 августа 1943 года | В ознаменование достигнутых успехов и освобождения города Карачева |
| Орден Красного Знамени              | Указ Президиума ВС СССР от 21 декабря 1943 года                  | За образцовое выполнение боевых заданий командования на фронте борьбы с немецкими захватчиками и проявленные при этом доблесть и мужество.(За успешную проведённую операцию при прорыве сильно укреплённой обороны немцев к югу от города Невель). |
| Орден Суворова II степени           | Указ Президиума ВС СССР от 12 августа 1944 года                  | за образцовое выполнение заданий командования в боях с немецкими захватчиками, за прорыв обороны немцев на реке Неман и проявленные при этом доблесть и мужество.                                                                                  |

Награды частей дивизии:
- 43-й гвардейский стрелковый орденов Суворова[5] и Кутузова полк
- 46-й гвардейский стрелковый Краснознамённый[6] ордена Кутузова[5] полк
- 49-й гвардейский стрелковый Краснознамённый[6] ордена Кутузова[5] полк
- 44-й гвардейский артиллерийский ордена Кутузова[6] и Александра Невского[5] полк

## Отличившиеся воины дивизии[7][8]
- Пронин, Михаил Андреевич, командир дивизии, гвардии генерал-майор. Награждён 19.04.1945 года за бои в ходе Восточно-Прусской операции.Медаль «Золотая Звезда» № 5038.
- Мельников, Михаил Григорьевич. Полный кавалер Ордена Славы (1-й степени — 27 июля 1972 путём перенаграждения; 2-й — 27 апреля 1945; 3-й — дважды 22 марта 1944 и 6 ноября 1947). Заряжающий расчёта 57-мм пушки 49-го гвардейского стрелкового полка, гвардии ефрейтор.

## Память
В современной России работают два музея истории 16-й гвардейской стрелковой Карачевской ордена Ленина Краснознамённой орденов Суворова и Кутузова дивизии:
- в профессиональном лицее № 304 города Москвы;
- в средней школе № 8 города Сергиев Посад Московской области (открыт в 1982 году как Народный музей этого соединения).

В 2001 году соответствующим решением Совета ветеранов дивизии была учреждена и отчеканена медаль, посвящённая 60-летию со дня создания этого прославленного соединения.